# Гдичинський Богдан Петрович
Богда́н Петро́вич Гдичи́нський (нар. 10 жовтня 1957, с. Семаківці, Коломийський район, Івано-Франківська область, УРСР) — український політик і громадський діяч; заступник міністра юстиції України, депутат Івано-Франківської обласної ради; заслужений юрист України, кандидат політичних наук за спеціальністю «Політичні інститути та процеси»; Голова ГО Земляцтво івано-франківців у Києві; почесний доктор Чернівецького національного університету імені Юрія Федьковича (2013).

## З біографії
Богдан Гдичинський народився у селі Семаківцях на Коломийщині.
У 1965 році до Семаківської початкової школи. Закінчив Замулинецьку середню школу.
В 1984 році закінчив Коломийський технікум МОД, технік-механік.
У 1991 році закінчив Чернівецький державний університет, історичний факультет (фах — історик, викладач історії). У 1996 році закінчив Чернівецький державний університет, юридичний факультет (юрист). У 2007 році присуджено науковий ступінь кандидата політичних наук зі спеціальності «політичні інститути та процеси».

## Кар'єра
Трудову діяльність розпочав 1973 року слюсарем колгоспу ім. Леніна в Коломийському районі Івано-Франківської області.
Строкову військову службу в збройних силах проходив з 1975 по 1977 рік. Після демобілізації працював у органах внутрішніх справ. Зокрема, 1981 року прийнятий на службу в органи внутрішніх справ, яку проходив на посадах молодшого, середнього та старшого начальницького складу.
В 1988 р. очолив відділення Державтоінспекції Коломийського міського відділу. З 1994 по 1995 роки — заступник начальника ДАІ УМВС в Івано-Франківській області. З 1995 по 1999 роки — начальник ДАІ УМВС в Івано-Франківській області, згодом був призначений на посаду заступника начальника УМВС в Івано-Франківській області, після чого був заступником начальника департаменту карного розшуку МВС України.
З червня по серпень 2000 року Б. П. Гдичинський — завідувач відділу експлуатації транспортного управління Державного управління справами Президента України. З серпня 2000 по липень 2001 року — завідувач відділу забезпечення діяльності Кримського природного заповідника. З липня по серпень 2001 року — заступник начальника управління координації діяльності готельного господарства, підприємств АПК та харчування Державного управління справами Президента України. З серпня 2001 по червень 2002 року — начальник Управління лікувально-оздоровчих закладів Державного управління справами Президента України (входило 23 державних медичних, науково-дослідних та санаторно-курортних закладів, у тому числі клініка «Феофанія»). З червня 2002 по жовтень 2003 року — заступник керівника Державного управління справами Президента України.
З листопада 2003 по квітень 2010 року Б. П. Гдичинський — заступник голови правління ПАТ «Укрнафта».
З квітня 2010 по квітень 2011 року — заступник Міністра юстиції України. З квітня 2011 року — липень 2013 року — керівник Служби Міністра юстиції України. З липня по вересень 2013 року — радник голови Вищої ради юстиції України. З вересня 2013 року — заступник керівника секретаріату Вищої ради юстиції України.
У 2014 році — Заступник Голови Правління з економічних питань ПАТ «Укрнафта». 2016-го до 2023 року Б. П. Гдичинський — Головний радник Голови Правління ПАТ «Укрнафта».
3 2016 року — голова Наглядовоі ради «Експрес банк».
З 2016 року по теперішній час — Голова Наглядовоі ради «Індустріалбанк»

## Громадська діяльність, благодійність
Богдан Петрович Гдичинський уміло поєднує професійну діяльність з громадською роботою.
Так, у 1990—1994 роках він був депутатом Коломийської міської ради 1-го демократичного скликання, в цей час обіймаючи посаду начальника відділення ДАІ Коломийського МВВС Івано-Франківської області; у 1998—2002 рр. — депутат Івано-Франківської обласної ради; у 2006—2010 рр. — депутат Івано-Франківської обласної ради 5-го скликання (заступник голови постійної комісії обласної ради з питань захисту прав людини, законності та правопорядку), у 2010 році — депутат Івано-Франківської обласної ради 6-го скликання (заступник голови постійної комісії обласної ради з питань захисту прав людини, законності та правопорядку).
У 2010 році Б. П. Гдичинський заснував Молодіжний благодійний фонд «Заради Добра».
2011 року Богдан Гдичинський обраний головою Міжнародної громадської організації «Івано-Франківське земляцтво в Києві», яку очолює дотепер (осінь 2019). року
У 2012 році Б. П. Гдичинського обрано Президентом ФК «Карпати» (Коломия).

## Нагороди, відзнаки
Богдан Петрович Гдичинський має численні відзнаки і нагороди, зокрема на раз отримував почесні грамоти і відзнаки ВРУ (2008), КМУ (2007), МВС (1997, 1999, 2000, 2007, 2008, 2009, 2010, 2012, 2015, 2017), МЗС (2009), Івано-Франківськоі облради (1998, 2009, 2013), УГКЦ (2008). Серед інших нагород:
- Орден Святого князя Костянтина Острозького — за щиру працю для добра церкви і України — відзнака Тернопільської єпархії УАПЦ (2000);
- Орден Святого Миколая Чудотворця — за заслуги з відродження духовності в Україні та утвердження помісної Української православної церкви, Українська православна церква Київського патріархату (2006);
- Орден Святого Рівноапостольного князя Володимира Великого III ступеня — за заслуги з відродження духовності в Україні та утвердження помісної Української православної церкви, Українська православна церква Київського патріархату (2006);
- Орден Святого Юрія Переможця — за заслуги з відродження духовності в Україні та утвердження помісної Української православної церкви, Українська православна церква Київського патріархату (2007);
- Почесний знак Української секції Міжнародної поліцейської асоціації «За мужність та професіоналізм» (2008);
- Почесне звання «Посол українського бізнесу» (2009);
- Орден «За заслуги перед Прикарпаттям» III ступеня від Івано-Франківської ОДА (2010);
- Медаль «20 років міліції України», Міжнародна громадська організація «Спілка генералів внутрішніх справ України» (2011);
- нагороджений Президентом Латвії, Указом № 85 та рішенням Орденського капітула від 7 листопада 2011 р. «За заслуги перед Латвійською державою», найвищою нагородою Держави Латвія — Орденом Трьох зірок «Per Aspera Ad Astra», а також призначений Командувачем Великого Хреста першого класу;
- удостоєний Особливим Апостольським Благословенням від Його Святості Бенедикта XVI (Папи Римського) — з Ватикану (2011);
- Орден Святого Рівноапостольного князя Володимира Великого II ступеня — за заслуги з відродження духовності в Україні та утвердження помісної Української православної церкви, Українська православна церква Київського патріархату (2012);
- почесний доктор Чернівецького національного університету імені Юрія Федьковича (2013);
- Орден Миру II ступеня від Української ради миру (2019);
- Орден за заслуги III ступеня (Указ Президента № 616/2019)[1]

## Особисте життя
Одружений. Виховує сина та доньку.